# Cyrtogrammus lateripictus
Cyrtogrammus lateripictus là một loài bọ cánh cứng trong họ Cerambycidae.